# Šaštín-Stráže

Šaštín-Stráže (allemand : Schloßberg - Mohrauburg) est une ville de Slovaquie dans la région de Trnava. La municipalité de Šaštín-Stráže a été formée en 1960 par la fusion des communes de Stráže nad Myjavou (allemand : Strascha, hongrois : Morvaőr) et de Šaštín allemand : Schloßberg, hongrois : Sasvár).
On y trouve la basilique Notre-Dame-des-Sept-Douleurs de Šaštín.

## Histoire
Première mention écrite de la ville en 1218.
Depuis le 1er janvier 2001, les deux anciennes communes forment deux quartiers de la ville de Šaštín-Stráže.

## Démographie

### Évolution de la population
| Année:               | 1994. | 2004.   | 2014.   | 2024.   |
| -------------------- | ----- | ------- | ------- | ------- |
| Nombre de personnes: | 4824  | 5039    | 5140    | 4851    |
| Différence:          |       | +4,45 % | +2,00 % | -5,62 % |

| Année:               | 2023. | 2024.   |
| -------------------- | ----- | ------- |
| Nombre de personnes: | 4883  | 4851    |
| Différence:          |       | -0,65 % |

## Quartiers
- Šaštín
- Stráže

## Galerie

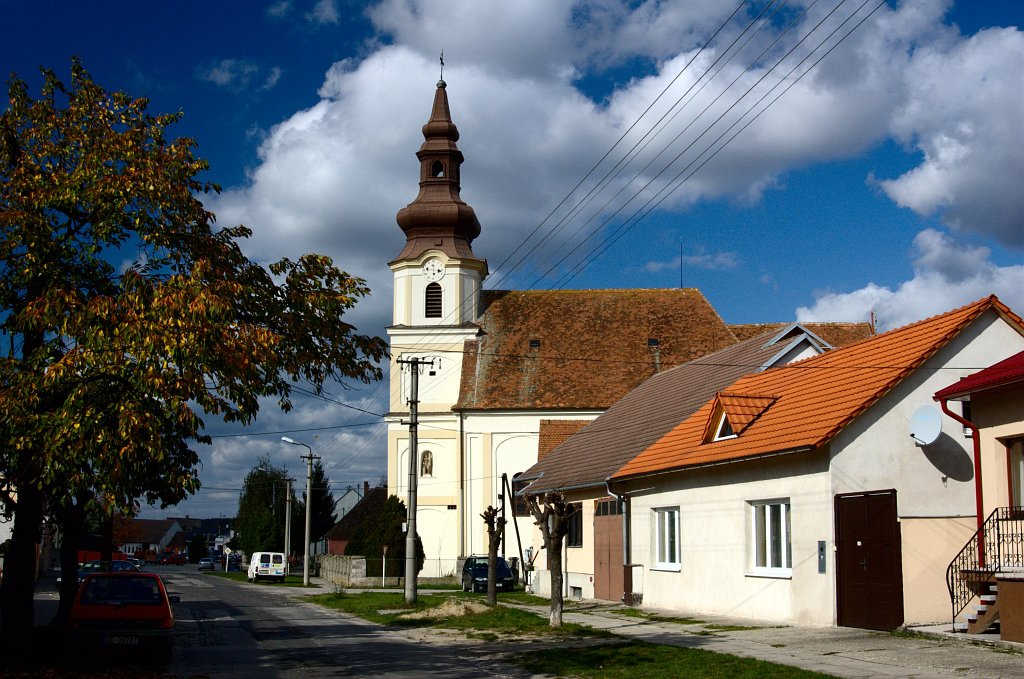
L’église gothique de Šaštín.
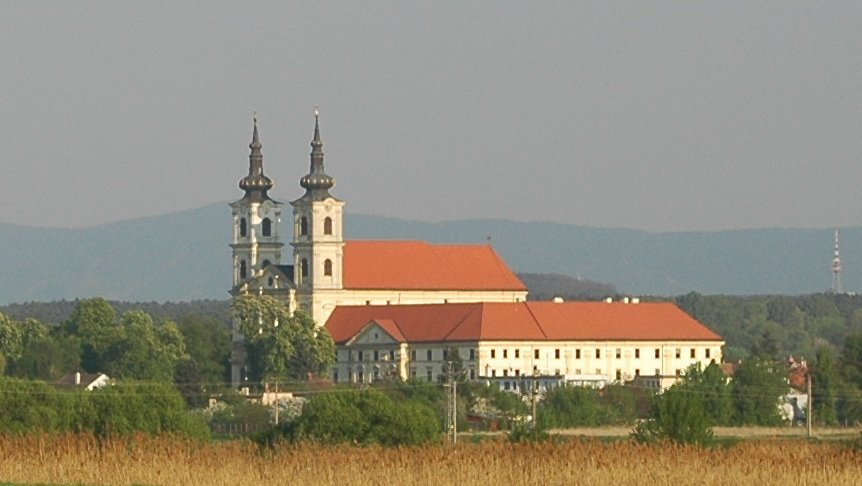
La basilique de Šaštín.
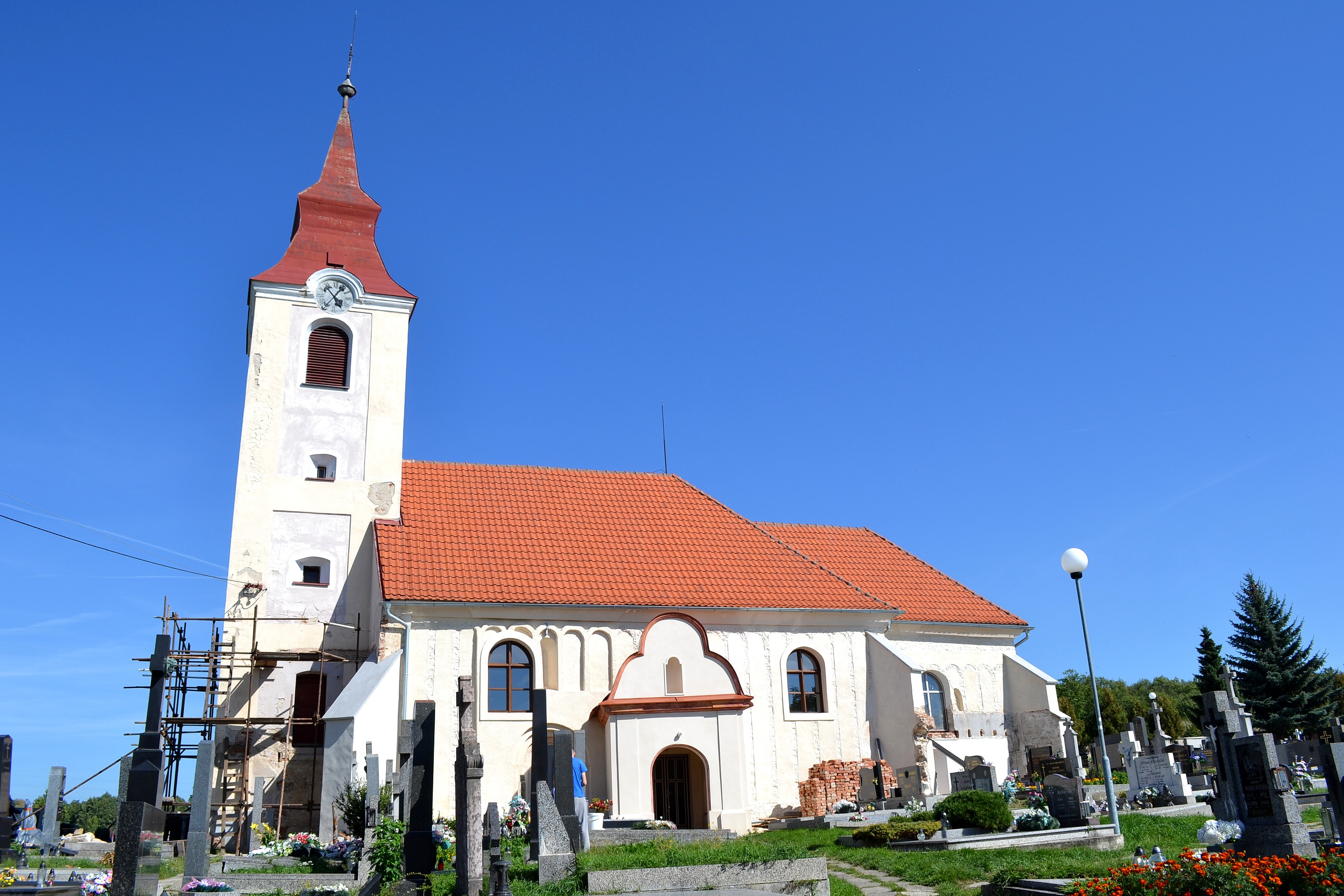
L’église de Stráže.